# ۱۹ (آلبوم ادل)
۱۹ اولین آلبوم از خواننده-ترانه‌سرای انگلیسی ادل است که در ۲۸ ژانویه ۲۰۰۸ منتشر شد. این آلبوم در چارت انگلستان در هفته اول فروشش اول شد. این آلبوم همچنین شامل یک بازخوانی از ترانه باب دیلن به نام کاری کنم که عشقم را احساس کنی است. این آلبوم شامل چهار تک‌آهنگ به نام‌های درخشش شهر، دنبال کردن پیاده‌روها، شانه سرد، کاری کنم که عشقم را احساس کنی بود.
در سال ۲۰۰۹ ترانه تعقیب پیاده‌روها برنده جایزه گرمی و نامزد جایزه گرمی برای بهترین ضبط سال و جایزه گرمی برای بهترین ترانه سال شد. همچنین ادل برنده جایزه گرمی برای بهترین هنرمند جدید شد.